# Гидрид ртути(II)
Гидри́д рту́ти(II) — неорганическое соединение 
металла ртути и водорода с формулой HgH2,
белый порошок,
термически очень неустойчивый, ядовитый.

## Получение
- Реакция иодида ртути(II) с алюмогидридом лития в диэтиловом эфире при низкой температуре:

{\displaystyle {\mathsf {HgI_{2}+2LiAlH_{4}\ {\xrightarrow {-125^{o}C}}\ HgH_{2}+(AlH_{3})_{2}+2LiI}}}

## Физические свойства
Гидрид ртути(II) образует белый объёмный порошок, ядовит.

## Химические свойства
- Разлагается при незначительном нагревании:

{\displaystyle {\mathsf {HgH_{2}\ {\xrightarrow {-90^{o}C}}\ Hg+H_{2}}}}

## Токсичность
Яд. Как и любое соединение ртути, ее гидрид очень ядовит. Очень неустойчив и существует лишь при −90 °C и ниже, разлагается с выделением ядовитой ртути. Способен вызвать тяжёлые отравления ртутью и её парами.